# ترومان ميكلسون
ترومان ميكلسون (بالإنجليزية: Truman Michelson)‏ هو لغوي وعالم إنسان أمريكي، ولد في 11 أغسطس 1879 في نيو روتشيل في الولايات المتحدة، وتوفي في 26 يوليو 1938 في واشنطن العاصمة في الولايات المتحدة.